# Maria Furtwängler
Maria Furtwängler, född 13 september 1966 i München, Bayern, är en tysk läkare och skådespelerska.

## Roller i urval
- 1987–1990 – Die glückliche Familie (TV-serie)
- 2002–2024 – Tatort (TV-serie)
- 2007 – Flykten (TV-film)
- 2011 – Ödesår (TV-serie)
- 2020–2021 – Ausgebremst (TV-serie)